# 加藤貴也
加藤 貴也（かとう たかや）は、1968年生まれ・東京都出身の日本の制作ディレクター、編曲家、キーボーディストである。

## 来歴
ビーイング制作の楽曲編曲を多く手がける。1994年の近藤房之助「夢の尻尾」（NHKドラマ主題歌）を皮切りに、坪倉唯子、BA-JI、柳原愛子、TEARS、栗林誠一郎、Barbier、DIMENSION、中原薫などの作品を担当。1997年初頭にBMGファンハウスに移籍し、ディレクターとして西城秀樹、角松敏生等を手がけた。

## 担当アーティスト・作品
- 近藤房之助
- Cup's
- TEARS
- 坪倉唯子
- KIX-S
- Beaches
- 中原薫
- 栗林誠一郎
- DIMENSION
- spAed
- ZYYG
- DEEN
- 柳原愛子
- スラムダンク劇場版